# 学校デジタル羅針盤
学校デジタル羅針盤（がっこうデジタルらしんばん）は、2004年4月9日から2006年3月17日までNHK教育テレビジョンで放送されていた教育番組。

## 概要
NHK学校放送（幼保・小中高校）の紹介番組。番組を活用した授業実践や連動するホームページなどの活用法などを紹介する。

## 放送時間
| 期間                         | 放送時間             |
| ---------------------------- | -------------------- |
| 2004年4月9日 - 2006年3月17日 | 金曜日 11:30 - 11:50 |

## 出演者
- ナビゲーター - 村上由利子（2004年度）、久嶋志帆（2005年度）
- 語り - 関俊彦
- 解説 - 堀田龍也、木原俊行、野中陽一、秋田喜代美